# Pocahontas (Virginia)
Pocahontas es un pueblo situado en el condado de Tazewell, Virginia  (Estados Unidos). Según el censo de 2010 tenía una población de 389 habitantes.

## Demografía
Según el censo del 2000, Pocahontas tenía 441 habitantes, 190 viviendas, y 122 familias. La densidad de población era de 283,8 habitantes por km².
De las 190 viviendas en un 27,9%  vivían niños de menos de 18 años, en un 45,3%  vivían parejas casadas, en un 16,8% mujeres solteras, y en un 35,3% no eran unidades familiares. En el 32,6% de las viviendas  vivían personas solas el 14,7% de las cuales correspondía a personas de 65 años o más que vivían solas. El número medio de personas viviendo en cada vivienda era de 2,32 y el número medio de personas que vivían en cada familia era de 2,98.
Por edades la población se repartía de la siguiente manera: un 24,7% tenía menos de 18 años, un 8,6% entre 18 y 24, un 21,1% entre 25 y 44, un 27,7% de 45 a 60 y un 17,9% 65 años o más.
La edad media era de 41 años.  Por cada 100 mujeres de 18 o más años  había 82,4 hombres.
La renta media por vivienda era de 22.917$ y la renta media por familia de 30.357$. Los hombres tenían una renta media de 22.232$ mientras que las mujeres 17.321$. La renta per cápita de la población era de 12.124$. En torno al 19,8% de las familias y el 17,9% de la población estaban por debajo del umbral de pobreza.

## Localidades adyacentes
El siguiente diagrama muestra a las localidades más próximas a Pocahontas.